# Tamba olivacea
Tamba olivacea är en fjärilsart som beskrevs av Arnold Pagenstecher 1884. Tamba olivacea ingår i släktet Tamba och familjen nattflyn. Inga underarter finns listade i Catalogue of Life.